# タイム (ライオネル・リッチーのアルバム)
『タイム』（Time）は、アメリカ合衆国のR&B歌手ライオネル・リッチーが1998年に発表した、ソロ名義では5作目のスタジオ・アルバム。日本で先行発売された。ケニー・ロジャースの歌唱でヒットした曲「レイディ」のセルフ・カヴァーが収録されている。

## 反響・評価
母国アメリカではセールス的に成功を収められず、Billboard 200で152位、『ビルボード』のR&Bアルバム・チャートで77位に終わり、リッチーのアルバムとしては初めて全米トップ100入りを逃した。また、『ビルボード』のアダルト・コンテンポラリー・チャートでは「タイム」が7位、「アイ・ヒア・ユア・ヴォイス」が15位を記録しているが、本作からのシングルはBillboard Hot 100入りを果たせなかった。
全英アルバムチャートでは31位に終わり、リッチーのアルバムとしては初めて全英トップ20入りを逃した。本作からのシングル「クローゼスト・シング・トゥ・ヘヴン」は全英シングルチャートで26位を記録している。一方、ヨーロッパの一部ではある程度の成功を収め、特にスイスのアルバム・チャートでは9位に達している。
Stephen Thomas Erlewineはオールミュージックにおいて5点満点中3点を付け「真の意味でリッチーの音楽的な再起」「『ライオネル・リッチー』や『オール・ナイト・ロング』ほどの高みには到底及ばないが、彼が得意とする甘く魅惑的なバラードと軽快なファンクの融合を、1990年代末期向けにアップデートすることに成功している」と評している。

## 収録曲
特記なき楽曲はライオネル・リッチー作。
1. ズーミン " Zoomin'" (Lionel Richie, Lloyd Tolbert, James Anthony Carmichael) – 4:23
2. アイ・ヒア・ユア・ヴォイス "I Hear Your Voice" (L. Richie, Diane Warren, David Foster) – 4:00
3. タッチ "Touch" (L. Richie, L. Tolbert) – 5:08
4. フォーエヴァー "Forever" – 6:12
5. エヴリタイム "Everytime" – 4:15
6. タイム "Time" – 6:11
7. トゥ・ザ・リズム "To the Rhythm" (L. Richie, Da Boogie Man) – 5:14
8. ステイ "Stay" (L. Richie, L. Tolbert) – 4:09
9. ザ・ウェイ・アイ・フィール "(That's) The Way I Feel" (L. Richie, Keith Andes) – 3:07
10. クローゼスト・シング・トゥ・ヘヴン "The Closest Thing to Heaven" (D. Warren) – 4:00
11. サムデイ "Someday" (L. Richie, Dinky Bingham, Andre Betts) – 4:23
12. レイディ "Lady" – 4:27

### 日本盤ボーナス・トラック
1. ゼアーズ・ア・プレイス "There's a Place" – 3:47

## 参加ミュージシャン
- ライオネル・リッチー - ボーカル、キーボード
- ロイド・トルバート - キーボード(#1, #3, #4, #5, #6, #7, #8, #9, #11)、ドラム・プログラミング(#1, #3, #7, #8, #11)、ストリングス・アレンジ(#3)
- デイヴィッド・フォスター - キーボード(#2, #10, #12)、ピアノ(#12)、アレンジ(#2, #10, #12)、ストリングス・アレンジ(#2)
- ジョン・ホブス - キーボード(#4, #5, #6, #9)
- ジェームス・アンソニー・カーマイケル - キーボード(#5, #7)、ストリングス・アレンジ(#4, #5, #9)
- マイケル・ボディカー - シンセサイザー(#1, #3, #4, #5, #6, #7, #8, #9, #11)
- Felipe Elgueta - シンセサイザー・プログラミング(#2, #10, #12)
- ディーン・パークス - ギター(#2, #9, #10)
- マイケル・トンプソン - ギター(#3, #4, #5, #6, #8, #10, #11, #12)
- ラリー・バイロン - ギター(#4, #5, #6, #9)
- ジョン・クラーク - ギター(#8)
- キース・ルースター - ベース(#1, #3, #4, #6, #7, #8, #11)
- ジョー・チェメイ - ベース(#4, #5, #9)
- ネイザン・イースト - ベース(#6, #12)
- ジョン・ロビンソン - ドラムス(#2, #12)
- ポール・レイム - ドラムス(#4, #5, #6, #9)
- ムニャンゴ・ジャクソン - パーカッション(#1, #3, #4, #5, #6, #7, #8, #9, #11)
- ガイ・ロシェ - ドラム&パーカッション・プログラミング(#10)
- ダ・ブギー・マン - ラップ(#7)
- マーヴァ・キング - バックグラウンド・ボーカル(#1, #3, #4, #5, #6, #7, #8, #9, #11)
- リッキー・ジョーンズ - バックグラウンド・ボーカル(#1, #3, #4, #5, #6, #7, #8, #9, #11)
- シェリー・ウッドワード - バックグラウンド・ボーカル(#2)
- スー・アン・カーウェル - バックグラウンド・ボーカル(#3, #6, #9)
- ジャクリーン・シムリー - バックグラウンド・ボーカル(#3, #6, #9)
- フィリス・ウィリアムズ - バックグラウンド・ボーカル(#6)
- ジェフ・ペシェット - バックグラウンド・ボーカル(#10)
- ウィリアム・ロス - ストリングス・アレンジ(#2)